# Mazeppa (film, 1993)
Pour plus de détails, voir Fiche technique et Distribution.
Mazeppa est un film français réalisé par Bartabas, sorti en 1993.
Premier film de Bartabas, il est sélectionné au Festival de Cannes en 1993 et récompensé par le Grand prix de la Commission Supérieure Technique.

## Synopsis
Mazeppa a pour thème la rencontre du peintre français Théodore Géricault et de l'écuyer italien Antonio Franconi autour des chevaux : Géricault veut peindre leur mouvement, Franconi s'enorgueillit de les maîtriser. Grâce au maître, Géricault va apprendre et comprendre ce qu'est un cheval.

## Contexte historique
En 1825, l'écuyer italien Antonio Franconi met en scène un spectacle équestre intitulé Mazeppa, ou le cheval tartare au Cirque-Olympique à Paris.
Le monde équestre est un motif puissant et omniprésent dans la peinture de Théodore Géricault : au cours de sa vie, il a réalisé des dizaines de tableaux et des centaines de dessins de chevaux, et créé trois œuvres intitulées Mazeppa. 
Ces œuvres sont inspirées par Mazeppa, poème de Lord Byron de 1819, qui détaille le supplice légendaire du hetman Mazepa, condamné à être attaché nu sur le dos d'un cheval sauvage.

## Fiche technique
- Titre français : Mazeppa
- Réalisation : Bartabas
- Scénario : Claude-Henri Buffard et Bartabas
- Direction artistique : Emile Ghigo
- Décors : Jean-François Corneille
- Costumes : Christine Guégan et Marie-Laure Schakmundes
- Photographie : Bernard Zitzermann
- Montage : Joseph Licidé
- Musique : Jean-Pierre Drouet
- Pays d'origine :  France
- Format : couleurs - 35 mm - 1,85:1 - Dolby
- Genre : drame
- Durée : 111 minutes
- Dates de sortie :
  - France : mai 1993 (Festival de Cannes 1993), 13 octobre 1993 (sortie nationale)

## Distribution
- Miguel Bosé : Théodore Géricault
- Bartabas : Antonio Franconi
- Brigitte Marty : Mouste
- Eva Schakmundes : Alexandrine
- Fatima Aibout : Cascabelle
- Bakary Sangaré : Joseph

## Distinction

### Récompense
- Festival de Cannes 1993 : Grand Prix de la Commission supérieure technique pour Jean Gargonne et Vincent Arnardi